# Машинско-саобраћајна школа Чачак
Машинско-саобраћајна школа Чачак је образовно-васпитна установа у Чачку. Школа се налази у улици Др. Драгише Мишовића 146.

## Општи подаци о школи
Машинско-саобраћајна школа у Чачку је средња стручна школа која будућим ученицима нуди могућност уписа једног од смерова у 4 области рада: машинство и обрада метала, саобраћај, електротехника, култура, уметност и јавно информисање. У овим областима се ученици припремају и оспособљавају за различите образовне профиле три и четири године. Поред редовног школовања могуће је и ванредно образовање, преквалификација, доквалификација и специјализација.
У школи тренутно ради 98 наставника, док ненаставно особље чини 29 запослених. Школа има 4 објекта на свом земљишту где се налази: 10 учионица опште употребе, 5 учионица за стручне предмете из области машинства, 3 учионице за стручне предмете саобраћајне струке, специјализовану учионицу за информационе технологије, кабинет. за верску наставу, 2 кабинета за рачунарство и информатику, 2 кабинета за рачунарску графику и моделирање, 4 кабинета за машинску праксу, библиотека, фискултурна сала и 4 просторије за магацински простор.
Од ваннаставних активности актуелне су: хорска, драмска (за више разреде, за млађе разреде и на енглеском језику), литерарна, новинарска, библиотечка, програмерска, архитектура и грађевинарство, информатичка, еколошка секција Кошута, ликовна, ТВ секција, рецитаторска, креативна математика спортске секције (кошаркашка, одбојкашка, шаховска).

## Историјат школе[2]
О школовању ученика-будућих занатлија, говори се први пут у  уредби српског кнеза Александра Карађорђевића 1858. године. Уредбом је било предвиђено да на учење свих заната, изузев трговачког, могу бити примани и “они који не знају читати и писати”. Законодавство Кнежевине Србије предвидело је 1864. године оснивање школа у којима би се будуће занатлије обучавале “писању и рачунању”.    
Прва занатско-трговачка школа је почела са радом 25. августа 1903. године и радила је све до Првог светског рата. Настава се одвијала у згради Гимназије чији су професори и изводили наставу.  
После рата школа је почела са радом 1919. године, све до 1940. године када је настава због рата прекинута. Настава се изводила у згради Основне школе у Чачку. Следећих школских година рад школе се нормализовао. Школске 1922/23. уписано је 398 ученика, да би наредних година број варирао. У времену од 1941-1945. школа због рата и окупације није радила.  
Након Другог светског рата школа започиње рад као стручна продужна школа. Настава се изводила у просторијама Основне школе „Војвода Степа“. Школа је као таква радила до 1952. године. Истовремено, у том периоду одлуком Министарства народне одбране и Централне управе Војне индустрије Југославије, при тадашњем војном предузећу “Боба Милетић”, основана је Војно-индустријска школа, која је радила до 1952. године 
Од школске 1952/53. године постоји “Школа ученика у индустрији и занатству” која је почела са радом са 283 ученика, а први управник Школе био је Михаило Шевић. Ученици су уписивани све до 31. децембра, имали су неједнаку школску спрему; радило се без добијеног наставног плана и програма што је све имало утицаја на успех и дисциплину, а то се види по томе што је просечна оцена свих предмета од I до III разреда била 2,70. Ова школа се трансформише у „Школу ученика у привреди“ која као таква траје до октобра 1966. године. 
Одлуком Општине Чачак 1. октобра 1966. године оснива се “Металски центар са практичном обуком” који добија назив “Бранко Милошевић-Металац”. Школа 1980. године добија назив Машинска школа “Бранко Милошевић-Металац”. Од маја 2003. године с обзиром да школује ученике у два подручја рада школа мења име и постаје „Машинско-саобраћајна школа“. 
Школа је од 2003. године укључена у Програм реформе средњег стручног образовања. 
Од 2008. године у школи се образују ученици за уметничке образовне профиле, а истовремено је започето и школовање техничара мехатронике који су у подручју рада електротехника и машинство и обрада метала. Од 2017. године у школи почиње школовање ученика модних кројача у подручју рада текстилство и кожарство по моделу дуалног и кооперативног  образовања.

## Образовни профили
У школи се образују следећи образовни профили и занимања
- Машинство и обрада метала (Техничар за компјутерско управљање (ЦНЦ) машина,[4] Машински техничар за компјутерско конструисање,[5] Оператер машинске обраде - дуално образовање,[6] Бравар - заваривач - дуално образовање,[7] и Аутомеханичар[8])
- Саобраћај[9] (Техничар друмског саобраћаја[10] и Возач моторних возила[11])
- Мехатроника[12]
- Уметност (дрворезбар, клесар и конзерватор културних добара[13])
- Текстилство[14] (Техничар моделар одеће[15])